# 网红经济

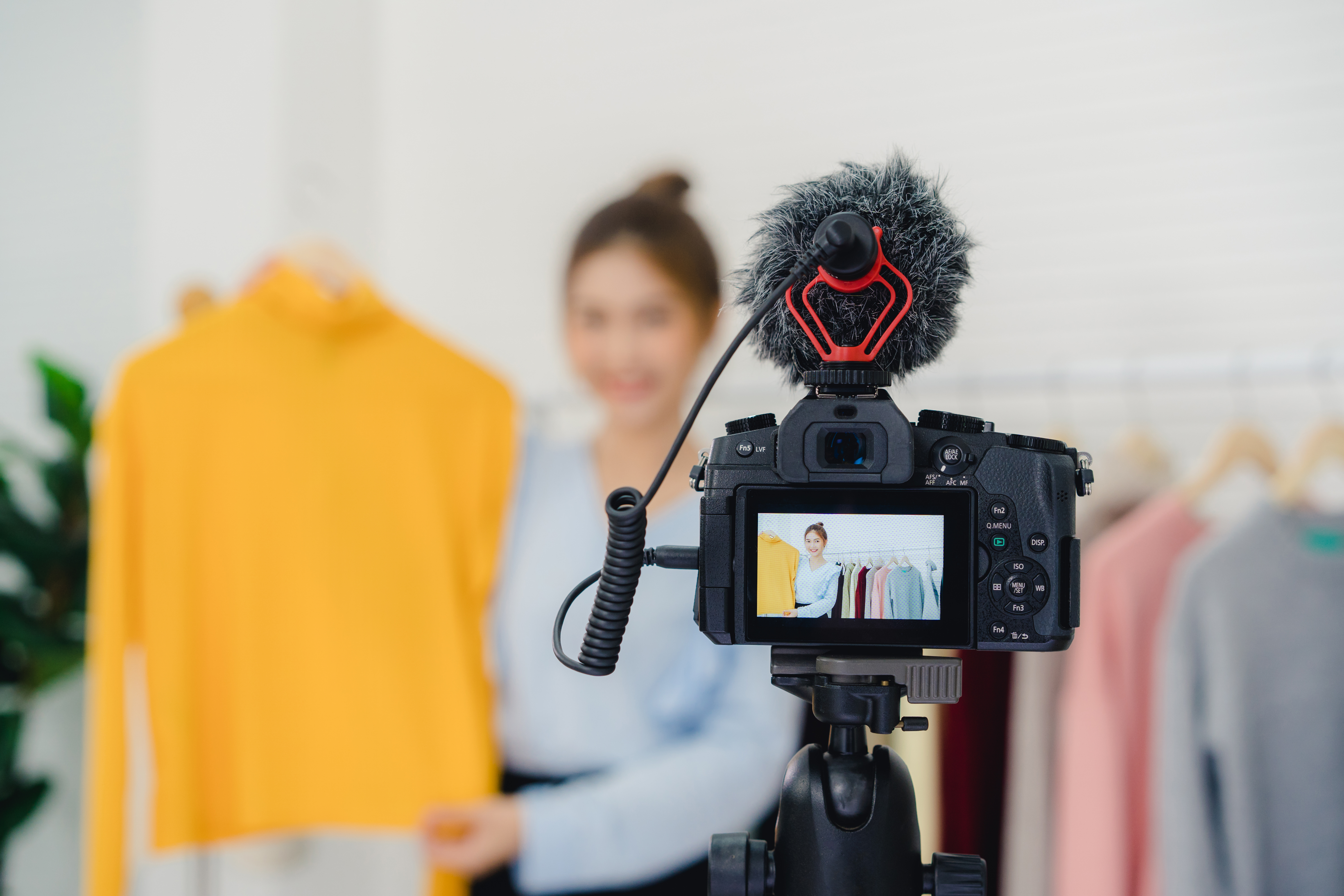
手持衣服的女网红，正在通过互联网进行直播

网红经济(英語：Wanghong Economy)是一个网络红人基于社交媒体进行具有影响力营销的经济模式。

## 历史
网络红人通过吸引互联网用户的关注，可以通过电子商务和网络广告转化为利润。通过第一财经商业数据中心数据显示，2016年网红经济规模将达到580亿元人民币，超过2015年中国电影院的票房收入。